# Silene indica
Silene indica är en nejlikväxtart som beskrevs av William Roxburgh. Silene indica ingår i släktet glimmar, och familjen nejlikväxter. Utöver nominatformen finns också underarten S. i. bhutanica.